# 安達東三郎
安達 東三郎（あだち とうさぶろう、1888年（明治21年）4月7日 - 1915年（大正4年）3月6日）は、日本の海軍軍人で海軍航空草創期の搭乗員。
試験飛行中に搭乗機が墜落し他の乗員二人とともに殉職したが、安達らの殉職は海軍搭乗員の日本国内における殉職としては最初の事例となった。最終階級は海軍大尉。

## 生涯
医師安達玄杏の五男として現在の愛媛県内子町に生まれる。松山中学を経て海軍兵学校36期に進んだ。36期の入校試験は2649名の志願者に対し正規合格者は192名（他に補欠合格者8名）で、安達の席次は200名中39番、卒業時は191名中67番であった。1910年（明治43年）1月、少尉任官。
前年の8月には臨時軍用気球研究会が発足し、空の軍事利用について研究が始まった。しかし飯田久恒が研究会からの脱退を求めた意見を具申していたように海軍側には不満があった。このため海軍は1912年（明治45年）6月に海軍航空技術研究委員会を設置する。山路一善委員長のほか、飯田、山内四郎らが委員となり、実地研究にあたる者として河野三吉（海兵31期）、山田忠治（海兵33期）、そして海軍機関学校15期の中島知久平らが選ばれる。この三名は米国に派遣され、操縦技術や機体整備、機体製作を学んだ。なお、この三名に先んじて相原四郎が独国に、金子養三が仏国に派遣されている。
1912年（大正元年）10月、志願によって選ばれた四名の士官が横須賀鎮守府附となり、航空術研究委員を命じられる。安達はその一人で、他に同期生の広瀬正経、藤瀬勝、そして海兵33期の井上二三雄がおり、この四人が操縦練習将校1期生である。11月には河野、金子の海軍機初飛行が行われ、12月には山田が帰国する。金子、山田は教官として安達らの指導にあたり1期生は操縦技術を習得した。1914年（大正3年）6月、安達は仏国へ派遣され、陸上機の操縦を学ぶ。同年に勃発した第一次世界大戦で海軍は青島攻略戦に航空部隊を初めて実戦投入し、一定の成果を収めた。安達は留学中でありこの戦いには参戦していない。
1915年（大正4年）3月、安達は操縦員として横須賀海軍工廠で製作された機体の試験飛行に臨む。同乗者は練習将校3期生の武部鷹雄（海兵37期）と柳瀬久之丞一等水兵である。この機は100馬力のファルマン水上機で、従前に比べ発動機の位置が高めになり、また操縦席などが後方に移されていた。長浦湾で旋回飛行を行っていたが、高度70m付近で突風を受けたことによって機は垂直になり海面に突入した。事故原因は前述の変更によって機の重心が上方に移ったため、傾斜を修正する間もなかったものと判断された。なおこの100馬力ファルマンについて練習将校2期生の和田秀穂（海兵34期）は、70馬力に比較して速力等に格段に優れ、第一次大戦時の航空部隊の活躍に貢献した旨を述べているが、反面失速に陥りやすく｢人殺し飛行機｣とも呼ばれ、 飛行学生や教官が搭乗を拒否する事態もあった。
安達、武部、柳瀬は、海軍航空界において相原四郎に次ぐ殉職者であり、かつ日本国内における海軍航空殉職者としては最初の事例となった。操縦練習1期生の三名の同期生は、井上二三雄が殉職し、藤瀬勝は第一次世界大戦において海軍機初出撃を行った五名の一人となる。広瀬正経は砲術へ転科したのち、航空技術関係の要職を歴任した。

## 栄典・授章・授賞
位階
- 1910年（明治43年）3月22日 - 正八位[13]
- 1915年（大正4年）2月10日 - 正七位[14]

勲章等
- 1915年（大正4年）3月6日 - 大正三四年従軍記章[15]